# Radar monopulse
Il Radar monopulse è un sistema radar che utilizza codifiche aggiuntive del segnale radio per fornire informazioni direzionali accurate. Il nome  monopulse si riferisce alla sua capacità di ottenere ampiezza e direzione con un singolo impulso di segnale.
Il radar monopulse evita i problemi visti nei sistemi radar a scansione conica, che possono venire confusi da rapidi cambiamenti nell'intensità del segnale. Il sistema rende anche più difficile la guerra elettronica. La maggior parte dei radar progettati fin dagli anni 1960 sono sistemi monopulse. Il metodo  monopulse è anche utilizzato nei sistemi passivi, quali le misure di supporto elettronico e la radioastronomia. I sistemi radar monopulse possono essere costituiti da antenne a riflessione, antenne a lente o antenne a schiera.
Storicamente, i sistemi monopulse sono stati classificati sia come sistemi monopulse a confronto di fase o monopulse ad ampiezza. I moderni sistemi determinano la direzione dal rapporto di monopulse, che contiene informazioni sia di ampiezza che di fase. Il metodo monopulse non richiede che i segnali misurati siano impulsi.

## Fondamenti

### Scansione conica

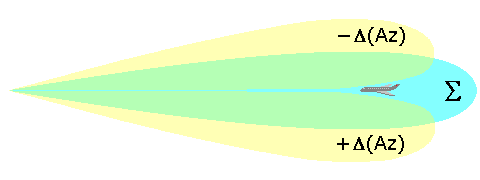
Scansione conica e radar monopulse usano un fascio che è leggermente ampliato attraverso la linea centrale dell'antenna.

La scansione conica non è considerata una forma di radar monopulse, ma il seguente riassunto può fornire la base che aiuta a comprendere.
Il sistema di scansione conica invia un segnale leggermente deviato verso un lato della direzione dell'asse centrale dell'antenna e quindi ruota l'illuminatore per far ruotare il lobo attorno a questa direzione leggermente inclinata rispetto all'asse. Un obiettivo centrato su questa linea deviata è sempre leggermente illuminato dal lobo, e fornisce un forte segnale riflesso. Se l'obiettivo sta da un lato, esso verrà illuminato solo quando il lobo è puntato in quella direzione, provocando un segnale più debole in altre direzioni (o un segnale lampeggiante se la rotazione è sufficientemente lenta.) Questo segnale variabile raggiungerà il suo picco di intensità quando l'antenna è ruotata in modo da essere allineata nella direzione dell'obiettivo.
Cercando questo massimo e ruotando l'antenna in quella direzione, l'obiettivo è automaticamente centrato. Tutto ciò è molto semplificato usando due antenne leggermente angolate di poco da ciascuna parte dell'asse. Il puntamento può essere realizzato molto facilmente confrontando il segnale delle due antenne con un semplice sistema elettronico, rispetto a dover cercare un punto di massimo segnale durante il periodo di rotazione dell'antenna.
Un problema con questo approccio è che il segnale radar spesso cambia in ampiezza per motivi che non hanno nulla a che vedere con la posizione del fascio. Nel periodo di pochi decimi di secondo, per esempio, cambiamenti nella rotta, nuvole di pioggia ed altri fenomeni possono condizionare pesantemente il segnale riflesso.
Poiché il sistema di scansione conica dipende dall'incremento o decremento dell'intensità del segnale dovuti solo alla posizione dell'obiettivo rispetto al fascio, questi cambiamenti d'intensità del segnale riflesso possono essere la causa di "confusione" sulla posizione dell'obiettivo all'interno dell'area di scansione del fascio.
Ingannare uno scanner conico è relativamente facile. Si può semplicemente inviare segnali sulla frequenza radar con sufficiente intensità da far credere che si tratti del segnale riflesso. In questo caso una serie di brevi "lampi" del segnale appariranno come una serie di obiettivi in luoghi diversi all'interno del fascio. Inganni di questo tipo possono essere resi più efficaci temporizzando i segnali secondo la velocità di rotazione dell'emettitore, ma trasmettendoli con leggero ritardo, il che sembrerà un secondo picco forte nel fascio, senza poter distinguere i due.
Inganni di questo tipo furono sviluppati piuttosto presto. Gli Inglesi li utilizzarono durante la seconda guerra mondiale contro le scansioni coniche tedesche dei radar Würzburg.